# أندريه سبيتزر
أندريه سبيتزر (بالعبرية:אנדרי שפיצר)، هو من مواليد 4 يوليو 1945 وقتل بتاريخ 6 سبتمبر 1972 ، لاعب رياضي أوليمبي ومدرب وأحد المشاركين الإسرائيليين في دورة الألعاب الأوليمبية كونه مدرباً، كان من مواليد جمهورية رومانيا الشيوعية، أعدم أندريه بأيدي أحد المقاومين الفلسطينيين في عملية ميونخ بتاريخ 6 سبتمبر 1972. 

## وصلات خارجية
- أندريه سبيتزر على موقع أوليمبيديا (الإنجليزية)

- Sports Illustrated article
- CNN 2005 article
- Realitatea Romanian article